# Naevala marginata
Naevala marginata är en svampart som beskrevs av B. Hein 1976. Enligt Catalogue of Life ingår Naevala marginata i släktet Naevala, ordningen disksvampar, klassen Leotiomycetes, divisionen sporsäcksvampar och riket svampar, men enligt Dyntaxa är tillhörigheten istället släktet Naevala, familjen Dermateaceae, ordningen disksvampar, klassen Leotiomycetes, divisionen sporsäcksvampar och riket svampar. Arten är reproducerande i Sverige. Inga underarter finns listade i Catalogue of Life.